# Mariusz Treliński
Mariusz Treliński (sinh ngày 28 tháng 3 năm 1962, Warszawa) là đạo diễn điện ảnh, giám đốc nhà hát opera người Ba Lan, đồng thời là giám đốc nghệ thuật của Nhà hát Lớn Warszawa.

## Cuộc đời và sự nghiệp
Mariusz Treliński  theo học ngành đạo diễn điện ảnh tại Trường Điện ảnh Quốc gia Łódź và tốt nghiệp năm 1986. Bộ phim đầu tay do ông đạo diễn mang tên Zad wielkiego wieloryba, kịch bản do ông và Janusz Wróblewski viết. Phim điện ảnh tiếp theo Pożegnanie jesieni (1990), chuyển thể từ tiểu thuyết của Stanisław Ignacy Witkiewicz, được trình chiếu tại Liên hoan phim Quốc tế Venice lần thứ 47 và giành giải thưởng cho hạng mục phim đầu tay hay nhất. Năm 1995, ông đạo diễn bộ phim Łagodna. Bộ phim này được trao Giải thưởng Nhà báo tại Liên hoan phim Gdynia lần thứ 20. Năm 2000, ông đạo diễn bộ phim Egoiści ("Những người theo chủ nghĩa vị tha").
Năm 1995,  tại Lễ hội mùa thu Warszawa do Nhà hát lớn Warszawa tổ chức, ông ra mắt vở opera đầu tiên mang tên Wyrywacz serc ("Kẻ đánh cắp trái tim") của Elżbieta Sikora dựa trên tác phẩm của Boris Vian. Năm 1999, ông đạo diễn vở Madama Butterfly của Puccini.. Năm 2001, theo yêu cầu của Placido Domingo, vở Madama Butterfly tổ chức và trình diễn tại Washington Opera.
Treliński được trao Giải thưởng Witkacy - Giải thưởng của Hội nhà phê bình năm 2006. Từ tháng 5 năm 2005 đến tháng 8 năm 2006, ông là giám đốc nghệ thuật Nhà hát Lớn Warszawa. Năm 2006, ông đạo diễn một vở opera La bohème của Puccini. Năm 2007, ông đạo diễn vở King Roger của Karol Szymanowski tại Nhà hát Opera Wrocław. Tháng 3 năm 2011, ông tái bổ nhiệm làm giám đốc Nhà hát Lớn Warszawa.
Năm 2016, tác phẩm Tristan und Isolde của Wagner do ong đạo diễn đã mở đầu mùa Metropolitan Opera ở New York. Năm 2018, ông giành được Giải thưởng Opera Quốc tế.

## Đời sống riêng tư
Ông kết hôn với Monika Donner, (sinh ra con trai Piotr), nhưng họ đã ly hôn.
Năm 2010 và 2015, ông trở thành một trong những thành viên của ủy ban ủng hộ Bronisław Komorowski trong cuộc bầu cử tổng thống Ba Lan.

## Các tác phẩm chọn lọc

### Phim
- Phim o pankach (1983)
- Zad wielkiego wieloryba (1987)
- Pożegnanie jesieni (1990)
- Łagodna (1995)
- Egoiści (2000)

### Opera
- Wyrywacz serc của Elżbieta Sikora - Nhà hát lớn, Warszawa, (1995)
- Madama Butterfly của Giacomo Puccini - Grand Theater, Warszawa (1999), Washington Opera (2001), Mariinsky Theater, Sankt Petersburg (2005), Israel Opera (2008)
- King Roger của Karol Szymanowski - Nhà hát lớn, Warszawa (2000)
- Otello của Giuseppe Verdi - Nhà hát lớn, Warszawa (2001)
- Eugene Onegin của Peter Tchaikovsky - Nhà hát lớn, Warszawa (2002)
- Don Giovanni của Wolfgang Amadeus Mozart - Grand Theater, Warszawa (2002), Los Angeles Opera (2003), Wrocław Opera (2011)
- The Queen of Spades của Peter Tchaikovsky - Nhà hát Opera Nhà nước Berlin (2003), Nhà hát Lớn, Warszawa (2004), Nhà hát Lớn Łódź (2010), Nhà hát Opera Israel (2010)
- Andrea Chénier của Umberto Giordano - Nhà hát lớn Poznań (2004), Nhà hát Opera Washington (2004), Nhà hát lớn, Warszawa (2005)
- La bohème của Giacomo Puccini - Nhà hát lớn, Warszawa (2006)
- King Roger của Karol Szymanowski (phiên bản mới) - Wrocław Opera (2007)
- Orfeo ed Euridice của Christoph Willibald Gluck - Nhà hát Quốc gia Slovakia, Bratislava (2008), Grand Theater, Warszawa (2009), Israel Opera (2012)
- Aleko của Sergei Rachmaninoff và Iolanta của Peter Tchaikovsky - Nhà hát Mariinsky ở Sankt Petersburg đồng sản xuất với Baden-Baden Opera (2009)
- La Traviata của Giuseppe Verdi - Nhà hát lớn, Warszawa (2010)
- Turandot của Giacomo Puccini - Nhà hát lớn, Warszawa (2010)
- Người Hà Lan bay của Richard Wagner - Nhà hát lớn, Warszawa (2012)
- Manon Lescaut của Giacomo Puccini - Grand Theater, Warszawa đồng sản xuất với La Monnaie ở Brussels và Nhà hát Opera Quốc gia xứ Wales ở Cardiff (2012)
- Boris Godunov của Modest Mussorgsky - Nhà hát Opera và Ballet Quốc gia Litva, Vilnius (2013)
- Eugene Onegin của Peter Tchaikovsky - Teatro Comunale di Bologna, Bologna (2014)
- Salome của Richard Strauss - Nhà hát Opera Quốc gia Praha, Praha (2015)
- Tristan und Isolde của Richard Wagner - Metropolitan Opera, Thành phố New York (2016)
- Tristan und Isolde của Richard Wagner - Trung tâm Biểu diễn Nghệ thuật Quốc gia, Bắc Kinh (2017)

Nguồn:

### Sản phẩm sân khấu
- Lautréamont-Sny dựa trên Les Chants de Maldoror - Teatr Studio ở Warszawa (1992)
- Natalia của Fyodor Dostoevsky - Teatr Telewizji (1995)
- Người nhện của Hans Everest - Teatr Telewizji (1995)
- Macbeth của William Shakespeare - Teatr Powszechny ở Warszawa (1996)
- Adrianne Lecouvreur của Augustina E. Scribe và Ernest Legouvé - Teatr Telewizji (1997)